# Authezat
Authezat település Franciaországban, Puy-de-Dôme megyében. Lakosainak száma 661 fő (2022. január 1.). Authezat Montpeyroux, Corent, Plauzat, La Sauvetat és Vic-le-Comte községekkel határos.

## Népesség
A település népességének változása:
| Lakosok száma | 661  | 669  | 681  | 679  | 684  | 690  | 680  | 671  | 661  |
|               | 2013 | 2015 | 2016 | 2017 | 2018 | 2019 | 2020 | 2021 | 2022 |